# 치피 리브니
치포라 말카 "치피" 리브니(히브리어: ציפורה מלכה "ציפי" לבני Tzipora Malka "Tzipi" Livni, 1958년 7월 8일 ~ )은 이스라엘의 여성 정치인이다.  리브니는 2013년 3월과 2014년 12월 사이에 이스라엘의 법무장관을 지냈다.  그는 이전에 2001년부터 2009년까지 이스라엘 내각에서 장관으로 지내면서 대부분 두드러지게 2001년부터 2009년까지 외무장관을 지냈다.  2009년 이스라엘 선거 후 정부를 형성하는 데 그녀의 실패에 이어 그녀는 2009년부터 2012년까지 이스라엘 야당 지도자와 카디마의 당수를 지냈다.
불타는 민족주의자로 자라온 리브니는 두 국가 해결책을 위하여 조국의 지도적인 음성들 중의 하나가 되었다.  이스라엘에서 그녀는 자신의 원칙들에 고수하는 정직한 정치인으로서 평판을 얻었다.  2011년 리브니는 뉴스위크와 더 데일리 비스트에 의하여 "세계를 흔드는 150명의 여성들" 중의 하나로 임명되었다.
2013년 3월 18일과 2014년 12월 1일 사이에 그녀는 베냐민 네타냐후 총리 아래 법무장관을 지내면서 2013년 1월 선거에서 6개의 의석을 얻은 자유주의 하트누아의 당수였다.  그녀는 국가의 팔레스타인과 외교 발의와 평화 회담들을 감시한 혐의로 기소되기도 했다.
2014년 12월 이츠하크 헤르초그와 리브니는 다가오는 선거에서 시온주의 센터로 불린 합동 명단에 선거 운동을 벌일 것을 공고하였다.

## 초기 생애
텔아비브에서 태어난 리브니는 폴란드 출신의 에이탄 리브니와 사라 로젠버그의 딸로 부모는 둘다 이르군의 전직 일원들이었다.  이스라엘의 독립에 이어 에이탄과 사라 리브니는 새로운 국가에서 결혼하는 데 첫 부부가 되었다.  그녀의 부친은 이그룬의 최고 운영 책임자였다.
어린이로서 리브니는 베타르 청년 운동의 일원이었고 엘추르 텔아비브를 위하여 농구를 하였다.  이스라엘 노동당에 의하여 지배된 이스라엘에서 자라온 리브니는 소외감을 느껴 설립이 이스라엘의 창립으로 자신의 부모의 기여를 최소로 한 것을 믿었다고 말했다.  이르군의 원칙을 고수하고 타협하지 않는 단호하고 강경한 태도나 정책에 불구하고 그녀는 자신의 부모가 "테러리스트가 아닌 자유의 투사들이었다"며 그들이 "아랍인들을 존중하였다"는 것을 말한다.  1984년 리쿠드 예비 선거들이 열린 동안 헤루트와 리쿠드를 위하여 크네세트에서 지낸 그녀의 부친은 크네세트에서 의석을 위하여 운동을 벌이지 않았고 자신이 아랍의 대표성을 가지는 데 리쿠드를 위하여 중요하다고 생각했기 때눈에 대신 드루즈 후보를 지지하는 데 당원들을 촉구하였다.

## 군사 복무
리브니는 이스라엘 방위군에 복무하여 중위의 계급을 얻었다.  이후에 리브니는 22세와 26세의 나이 사이에 1980년과 1984년 동안 모사드에 근무하였다.  선데이 타임스에서 묘사된 예디오트 아하로노트에서 인터뷰에 의하면 그녀는 뮌헨 올림픽 참사에 이어 모사드의 암살 사건들을 위하여 책임이 있던 엘리트 부대에서 복무하였다.  그녀는 결혼을 하고 자신의 법학 전공을 끝내는 데 1983년 8월 이스라엘 방위군으로부터 사임을 하였다.

## 교육과 가족
바르일란 대학교의 법학 대학원의 졸업생인 그녀는 10년 동안 공법과 상법을 실무하였다.  리브니는 텔아비브에 거주하고 있다.  그녀는 광고 임원 나프탈리 스피처에게 결혼하여 2명의 자녀 - 오므리와 유발을 두었다.  리브니는 12세의 나이 이래 채식주의자로 지내왔다.  자신의 모국어 히브리어에 곁으로 리브니는 또한 영어와 유창한 프랑스어를 하기도 한다 (몇년간 파리에서 살아왔다).

## 초기 정치와 공직 경력
리브니는 자신이 크네세트로 리쿠드의 명단에 자리를 차지하는 데 비성공적으로 시도했을 때 1996년 정계 입문하였다.  그녀는 네타냐후의 정부에서 정부 소유의 법인 권한의 우두머리로 임명되었고 다수의 회사들의 민영화를 감시하였다.  이 자격으로 있는 동안 그녀는 재무부의 국장이 되는 데 현저한 후보로 숙고되었다.
리브니는 이후에 일정한 회사들과 천연 자원들을 민영화하는 데 결정을 다스리려고 했다.  2013년 하트누아의 의장으로서 그녀는 "난 오늘날 내가 다시 한번 이스라엘의 화학제품과 사해에서 천연 자원드을 민영화할 것에 확실하지 않다"고 썼다.

## 크네세트의 의원
1999년 리브니는 처음에 리쿠드당의 당원으로서 크네세트로 선출되었다.  아리엘 샤론의 내각에서 리브니는 총리의 해방 계획의 열렬한 지지자였고 정통적으로 리쿠드당의 주요 비둘기파적과 온건적 당원들 중에 있을 것으로 숙고되었다.  그녀는 가끔 당의 내부에서 다양한 요수들 사이에 중재하였고 크네세트에 의하여 비준된
가자 지구로부터 철수를 가지는 성공적인 노력들을 포함하여 이스라엘-팔레스타인 분쟁으로 두 국가의 해결책을 달성하는 데 노력하였다.  2005년 11월 12일 그녀는 이츠하크 라빈의 암살 사건의 공식 연례 기념에서 연설하였다.

## 장관 직위들
리쿠드 당수 아리엘 샤론이 2001년 3월 총리가 되었을 때 리브니는 자신의 첫 장관 직위로 임명되어 그 후에 차기 정부들에서 다양한 내각 직위들을 보유하였다.  2004년 리브니는 "통치의 품질" 상을 받았다.

### 지역 개발부 장관
리브니의 첫 장관 직위는 그녀가 2001년 3월 7일과 8월 29일 사이에 보유한 지역 개발부 장관이었다.

### 농업농촌개발부 장관
2002년 리브니는 샤론 총리에 의하여 농업농촌개발부 장관으로 지내는 데 임명되어 2003년까지 이 직위를 보유하였다.

### 이민수용부 장관
2003년 리브니는 이민수용부 장관으로 임명되어 2006년까지 이 직위를 보유하였다.

### 주택건설부 장관
2004년 리브니는 주택개발부 장관으로 임명되어 2005년까지 이 직위를 보유하였다.

### 법무 장관
2006년 리브니는 법무 장관으로 임명되어 2007년까지 이 직위에 근무하였다.  2013년 리브니는 법무 장관으로 두번째 기간을 위하여 임명되어 2014년 해고될 때까지 지냈다.

### 외무 장관
2006년 리브니는 외무 장관으로 임명되어 2009년까지 이 직위를 보유하였다.

## 카디마 입당
2005년 11월 20일 리브니는 새로운 카디마로 입당하는 데 샤론과 에후드 올메르트를 따랐다.  3월 28일 선거에 앞서 리브니는 정부로부터 리쿠드당의 대량 사임의 결과로서 지속적으로 법무 장관을 지낸 동안 새로운 외무 장관으로 임명되었다.
2006년 3월 크네세트 선거를 위하여 후보들의 선택에서 리브니는 효과적으로 크네세트로 그녀의 선거를 보장한 카디마의 후보들 명단에 3번째 직위가 수여되었다.

## 부총리

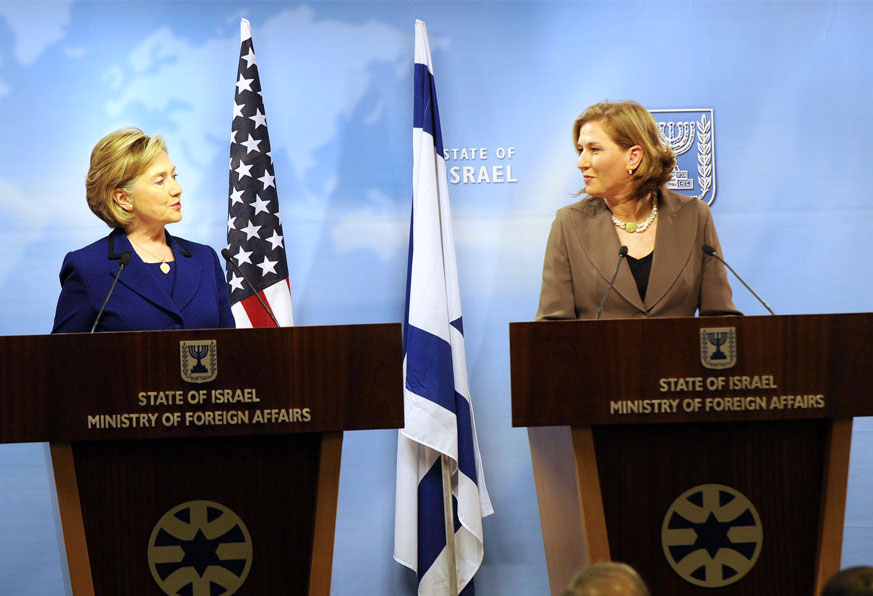
힐러리 클린턴 국무장관과 함께 (2009년)

2006년 5월 4일 제31정부의 취임 선서와 함께 리브니는 부총리가 되었고 외무 장관 직위를 유지하였다. 그녀는 당시 법무 장관으로서 더 이상 지내지 않았으나 아직도 외무 장관으로서 자신의 주요 역할에 지낸 동안 그해 11월 29일부터 2007년 2월 7일까지 다시 그 직위를 보유하였다.
2006년 3월 크네세트 선거 후, 리비니는 "이스라엘에서 두번째로 가장 강력한 정치인"으로 묘사되었다.  리브니는 골다 메이어에 이어 외무 장관직을 보유하는 데 이스라엘에서 두번째 여성이다.  2007년 그녀는 타임 잡지에서 100명의 세계에서 가장 영향적인 사람들에 포함되었다.  포브스는 세계에서 가장 권력적인 여성으로서 그녀를 40위 (2006년), 39위 (2007년)와 52위 (2008년)에 놓았다.
리브니는 테러리스트의 시민들에 공격으로부터 이스라엘의 군사 목표물에 팔레스타인의 게릴라 공격들을 명시적으로 구별을 짓는 데 이스라엘의 첫 내각 장관이 되었다.  2006년 3월 28일에 녹화된 미국의 텔레비전 쇼 나이트라인에 인터뷰에서 리브니는 "이스라엘의 군인들을 상대로 싸우는 이는 적이고 우리는 반격할 것이나 만약 목표물이 군인이라면 난 이것이 테러리즘의 정의의 아래에 있지 않는 것을 믿는다"고 언급하였다.
2007년 그녀는 팔레스타인의 총리 살람 파이야드를 만나 "이스라엘의 보안을 위협하지 않으면서 팔레스타인인들의 생활을 향상시키는" 것을 논의하였다.
5월 2일 리브니는 위노그라드 커미션의 중간보고의 발행 이후 올메르트의 사임을 요구하였다.  그녀는 만약 올메르트가 물러나는 데 결정한다면 자신을 카디마의 당수로 제의하였고 올메르트가 쇠퇴해야 할 당의 선거에서 그를 꺾을 수 있는 그녀의 능력에 자신의 자신감을 주장하였다.  하지만 그녀의 요구는 올메르트에 의하여 무시되었고 내각에서 머무는 데 그녀의 결정은 약간의 논란을 불러일으켰다.
외무 장관으로서 리브니는 자신을 변호사로서 논리와 실용주의를 인용하는 유럽의 동료들의 존경을 받았다.
2008년 리브니는 그녀의 카디마당의 지지자들에 의하여 운영된 웹사이트에 발행된 교황 베네딕토 16세의 가슴에 만자문과 함께 그의 포토몽타주를 비난하였다.

## 카디마 리더십과 총리 지정
2008년 9월 17일 카디마 리더십 선거에서 올메르트는 당수로서 재선을 위하여 출마하지 않기로 결정하고 자신이 선거에 이어 총리로서 사임을 할 것을 진술하였다.  리브니와 샤울 모파즈는 리더십을 위하여 주요 라이벌로서 나타났다.  리브니는 겨우 431표 (1 퍼센트)의 창에 의하여 카디마 리더십 선거를 이겼다.  팔레스타인 평화 협상자들은 결과와 함께 보고적으로 기뻤다.
리더십 선거에서 승리 선언에 리브니는 "대중에 의하여 국가의 책임이 나에게 거대한 순간과 함께 이 일을 접근하는 데 나를 가져온다"고 말했다.
9월 21일 몇몇의 범죄 조사들을 향하고 있었던 올메르트는 대통령 시몬 페레스에게 제출했던 편지에 정식으로 총리직을 사임하였고 이어진 날에 페레스는 정식으로 새로운 정부를 형성하는 데 리브니를 의문하였다.  리브니는 그녀의 정부에 가입하기 위하여 상태들을 세웠던 카디마의 연정 파트너들, 특히 샤스와 함께 힘든 협상들을 향하였다.  주요 야당 리쿠드는 그 결과를 가져오는 데 추구한 샤스와 다른 정당들에 영향력을 행사하였다.

## 2009년 선거

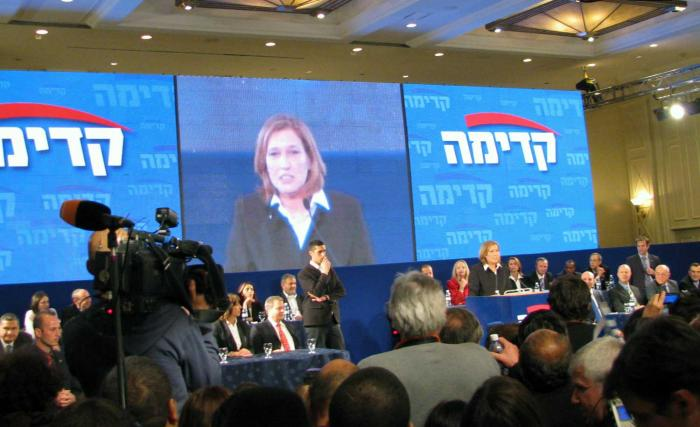
2009년 선거 승리를 선언하는 리브니

2009년 2월 이스라엘은 국회 그네세트를 위하여 선거를 열었다.  외무 장관이자 카디마의 당수 리브니는 새로운 정부를 지도하는 데 리쿠드의 베냐민 네타냐후를 상대로 선거 운동을 벌였다.  선거 결과들이 크네세트에서 카디마에게 가장 많은 의석을 주었던 동안 이스라엘의 정치 스펙트럼에서 우익으로 정당들은 카디마의 리더십 아래 연정이 그럴 것 같지 않았던 충분한 의석들을 얻었다.  결과로서 페레스 대통령은 네타냐후와 선거에서 카디마보다 하나 적은 의석을 받은 리쿠드에게 새로운 정부를 형성하는 것을 의문하였으며 이것은 가장 많은 의석들과 함께 한 정당이 새로운 정부를 형성하는 시도를 하나는 데 의문되지 않은 이스라엘 역사상 처음이다.
뉴욕 타임스는 리브니를 "샤스에 의하여 세워진 강탈자의 조건들을 거절했던" 것으로 칭찬하고 총리를 위하여 그녀의 후보 자격을 지지하여 이스라엘인들이 "정치에 대한 지루하고 낡은 사고방식을 버린 당수와 그렇지 않은 당수 사이에 2월에 명확한 선택"을 가질 것이라고 말했다.
리브니가 다음 연정을 형성하는 데 임명되었을 때 팔레스타인의 정치 분석가 마흐디 압델 하디는 걸프에서 따뜻하게 받아들여지고 그녀는 이스라엘의 다음 총리로서 대부분의 아랍인들이 보고 싶어하는 지도자인 것을 말했다.  2009년 총선이 열린 동안 아랍의 매체는 매우 부정적이나 악 중에 작은 것으로 묘사하였다.

## 야당의 당수

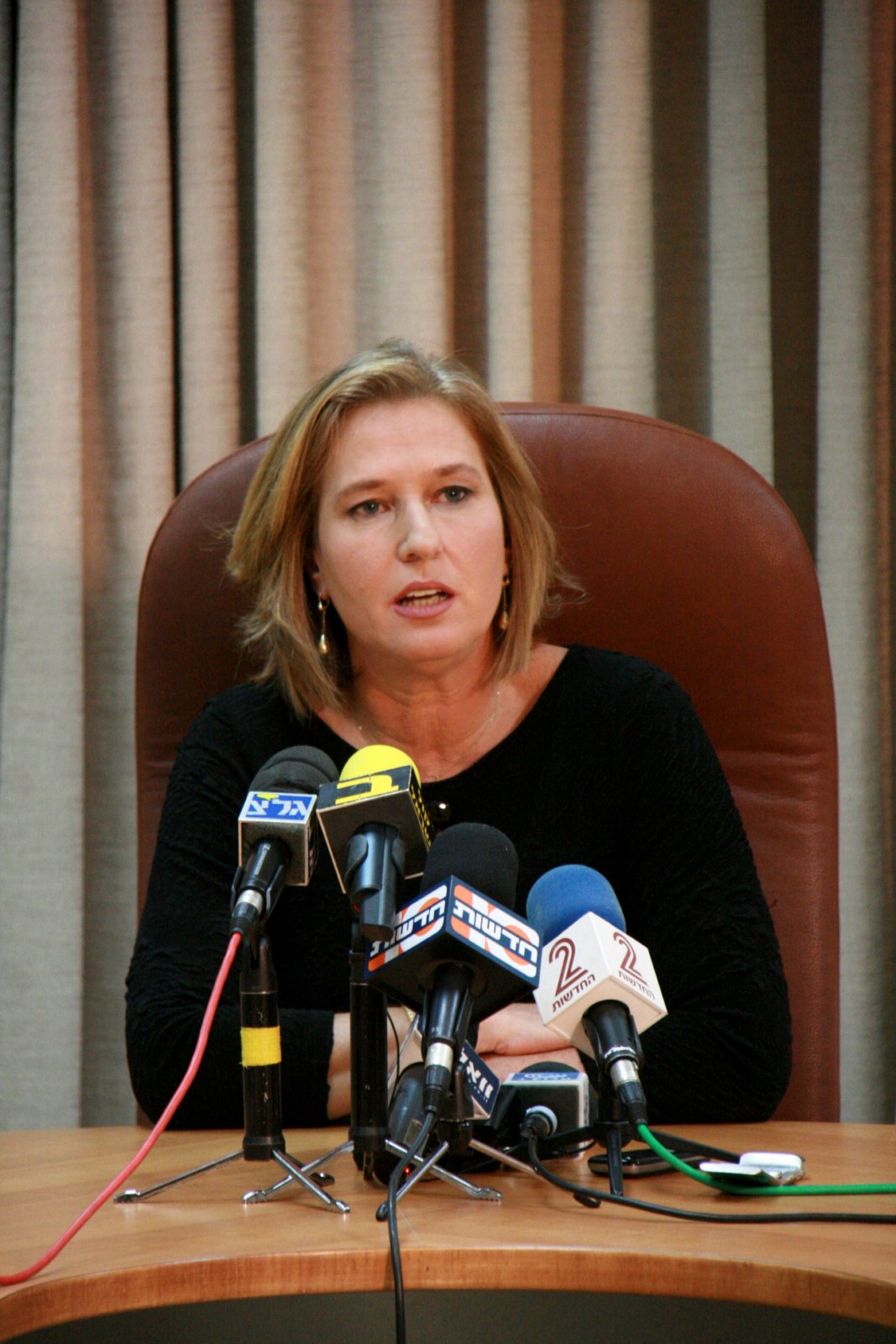
크네세트에서 야당의 당수 역할을 맡고 있는 리브니

외무부 내부 문서가 어떤 유럽 연합의 국가들이 이스라엘과 관계들에서 계획된 업그레이드를 동결하는 것을 숙고하고 있다는 것을 진술한 후, 야당의 당수로서 리브니는 유럽 연합 외교정책실장 하비에르 솔라나, 유럽 연합의 대외관계 최고 책임자 베니타 페레로발드너와 유럽 연합의 현재 협의회 회장 카렐 슈바르첸베르크에게 보낸 메세지에서 다음과 같이 썼다. - "당신들은 모두 이스라엘과 그 이웃 국가들 사이에 평화로 나의 약속, 그리고 이스라엘 대중들의 다수와 함께 나누어진 약속인 두 국가 해결책을 알고 있습니다.  난 지방적 외교 진행과 함께 관계들에서 업그레이드를 직접 연결하는 이런 태도가 이스라엘과 유럽의 국민들 둘다에게 업그레이드가 마련될 수 있었던 실질적인 획득들을 감시하고 있는 것을 믿습니다."
2009년 5월 25일 리브니는 하버드 대학교 학생들에게 "이란의 문제에 이스라엘에는 야당도 없고 연합도 없습니다"라고 말했다.
레바논의 2009년 총선 (그리고 그 헤즈볼라의 포함)에 대비하여 리브니는 "선거들 홀로는 진실적인 민주주의를 만들지 않는다"는 카이로에서 미국 대통령 버락 오바마의 당시 최근 연설로부터 "중요한 원칙을 인정"하였다.  그녀는 2006년 팔레스타인 선거에서 하마스가 참가했을 때 이스라엘의 법무 장관으로서 자신의 경험으로 암시함으로써 뉴욕 타임스에 자신의 직위를 설명하였다. - "당시 반론은 선거들에서 아주 참가가 과격 단체들에 조절하는 힘으로서 활동할 것이었습니다.  더욱 많은 책임감으로 그런 단체들은 순전히 정치적인 플랫폼의 호의에 그들의 무장 접근을 버리는 데 유혹될 것입니다.  그러나 이 분석은 폭력적인 의제를 포기하지 않으나 그것을 발전시키는 데 민주적 진행에서 어떤 급진파 단체들이 참가를 추구할 가능성을 무시하였습니다."  리브니는 "국제 공동체는 전국적인 민주 선거들에서 참가를 위한 보편적인 규범에서 진실한 민주주의들이 신청할 세계 수준에 채택되어야 합니다.  이것은 폭력을 포기하는 데 직무를 위하여 출마하는 모든 정당을 요규할 것을 포함하여 평화적인 방법과 구속력 있는 법률 및 국제 계약에 따라 저지리면서 그 목표들을 설득합니다."는 것을 옹호하였다.  그녀는 "여기서의 의도는 의견 불일치를 억누르는 것이 아니며 정치적 진행으로부터 주요 행위자들을 제외하거나 민주주의가 균일하고 지역 문화와 가치를 무시할 것을 암시합니다."라는 것을 추가하였다.
2009년 6월 리브니는 성소수자 프라이드 먼스에 앞서 이스라엘의 게이 공동체를 위한 지지를 표현하였다.  그녀는 텔아비브의 메이어 공원에서 게이 공동체의 시립 센터에서 열린 사건에 대해 연설하였다. 2명이 사망하고 15명이 상처를 입었던 게이 청소년 센터에 8월 1일 공격 후에 성소수자 공동체와 연락 중인 리브니는 "이 사건은 사회를 흔들어야 하고 정치적 설립과 교육 제도를 포함한 전체의 동아리들은 그것에 내재되어 있으며 이날에 편협성, 자극과 폭력에 대하여 그리고 이러한 모든 징후에 대해 조치를 취하는 데 명확한 메세지를 전달합니다"라고 말했다.  그녀는 수백명의 이스라엘인들과 어떤 다른 정치인들과 더불어 공격의 위치 근처에 집회에 참석하였고 이스라엘의 성소수자 공동체를 "증오 범죄"에 불구하고 그들의 인생을 지속적으로 사는 데 촉구하였다.
리브니는 네타냐후의 토지 개혁 법안을 반대하였다.
10월 8일 리브니는 자신의 업무와 자신의 활동들에 의하여 자극을 받은 영감으로 처브 친교로서 예일 대학교에 의하여 영예를 받았다.  그녀는 시몬 페레스와 모셰 다얀에 이어 이 영예를 받는 데 3번째 이스라엘의 지도자이다.  명단은 미국의 전직 대통령들 지미 카터와 빌 클린턴을 포함하기도 한다.  리브니는 가자에서 전쟁 범죄를 저지른 것을 고발한 골드스톤 리포트를 언급하였고 그들의 집에서 어린이를 살해하는 데 꾀하는 자들과 인간 방패처럼 테러리스트들에 의하여 이용된 민간인들에게 국제적으로 해를 끼치지 않을 자들 사이에 큰 윤리적인 차이가 있다는 것을 말했다.  가자 전쟁이 일어난 동안 수천명의 민간인들이 피난처들을 찾고 있었던 가자에서 이스라엘의 몇몇의 유엔 학교들 포격을 언급한 리브니는 자신이 "모든 민간인 사상자들을 후회하나 유엔 학교에 일어난 것은 실수가 아니었다"고 말했다.  평화 과정을 다룬 리브니는 이스라엘이 아무에게 호의로서 그것에 연루되지 않았으나 모든 정당들의 흥미에 있었던 것이다"로 말했다.  다음 목적지가 마이애미였던 리브니는 세계여성포럼으로부터 국제 명예의 전당 상을 받았다.
야당 당수로서 리브니는 당시 이츠하크 라빈의 정책들을 자신이 지지하지 않았던 2009년 크네세트 연설에서 다음과 같이 지적하여 "논쟁은 이스라엘을 유대인의 국가로 유지하고 이스라엘의 전체 대지를 지키는 두 가지 모두를 가질 수 있는지 여부에 대한 질문이다"고 말했다.  정치 분석가들은 그녀가 이스라엘의 평화 캠프와 더불어 더욱 인기있어질 때 리브니의 2003년 기념 집회 연설을 그녀의 경력에서 라빈에게 전환점이 되었던 것으로 본다.  그녀는 라빈이 살해도었던 날은 "우리에게, 이스라엘의 모든 시민들에게 생겼던 것 때문에 하늘이 나에게 떨어진 날"이었다고 말했던 것에 많은 사람들이 깊은 감동을 느꼈던 연설을 하였다.  외무 장관으로서 리브니는 2009년 다시 라빈을 위한 기념식에 참석하려고 했다.  노동당 관계자들은 이 아이디어가 맘에 들지 않아 그녀의 출연이 자신들에게 투표 비용이 들 것에 두려워하였다.  어떤 카디마 관계자들도 또한 꺼려하는 것 같아 좌익의 이벤트에서 그녀의 출연이 어떤 투표들을 리쿠드의 방향으로 보낼 것에 두려워하였다.  리브니는 거기에 참석하였다.
예루살렘의 분할을 위하여 당시 회전하는 유럽 연합 집행위원장 직의 보유자였던 스웨덴에 의하여 초안 문서가 공식적으로 호출이 표면화되고, 유럽 연합이 또한 팔레스타인의 국가 선언을 인정해야 한다는 것을 암시한 후 리브니는 스웨덴의 외무 장관 칼 빌트에게 편지를 쓰면서 그것은 "잘못되었고 도움이 되지 않습니다"라며 자신이 "최종 상태 협상들을 위하여 예약되었던 문제들의 결과를 미리 판단하려는 시도가 되는 데 나타나는 것에 대해 깊은 우려"를 표하였다.  "에루살렘의 상태에 결과의 본질을 어는 당사자에게든 지시하는" 유럽의 노력들은 현실로 두 사람을 위하여 우리가 나눈 두개의 국가의 전망"의 성취를 위험에 빠뜨릴 뿐이라고 말했다.  리브니는 파리에 있었던 동안 초안에 반대 의사를 표명하는 데 프랑스에 요구하였다.
2009년 12월 리브니는 파리로 떠나 니콜라 사르코지 대통령과 만났다.  엘리제궁에서 회담들에 이어 또한 이란에 대해서도 언급한 그녀는 기자들에게 "시간이 우리를 반대합니다"면서 "우리는 이스라엘과 팔레스타인인들 사이에 평화 진행을 재발포하는 필요성을 논의하였고 난 이것이 1년전 우리가 원래 멈추었던 것에 포인트로부터 협상들을 재발포하는 데 이스라엘의 관심있는 부분인 것을 믿습니다"고 말했다.

### 비판
가자 전쟁이 일어난 동안 리브니는 "난 매우 놀랐고, '거기에는 인도주의적 위기가 있습니까?  가자에는 인도주의적 위기가 없습니다'"고 의문한 이스라엘의 외무 장관의 말을 거부한다"고 말한 아랍 연맹 의장 아므르 무사에 의하여 비판을 받았다.  리브니는 "이스라엘은 가자 지구로 포괄적인 인도주의를 공급해 왔고 ... 이것을 날이 갈수록 더욱 강화해 왔습니다."고 말하면서 인용되었다.  이스라엘은 인도주의적 복도를 통하여 지원이 흐르도록 하는 데 공격 중에 하루의 3시간 휴전을 허용하려고 했다.
리브니는 2009년 가자 군사 공격은 "이스라엘의 전쟁 억지력을 복원하였다 ... 하마스는 이제 당신이 그 시민들에 총을 쏜 것을 이해하며 그것은 야생으로 반응하고 이것은 좋은 것이다."라는 것을 선언하였다.

### 영국 체포 영장

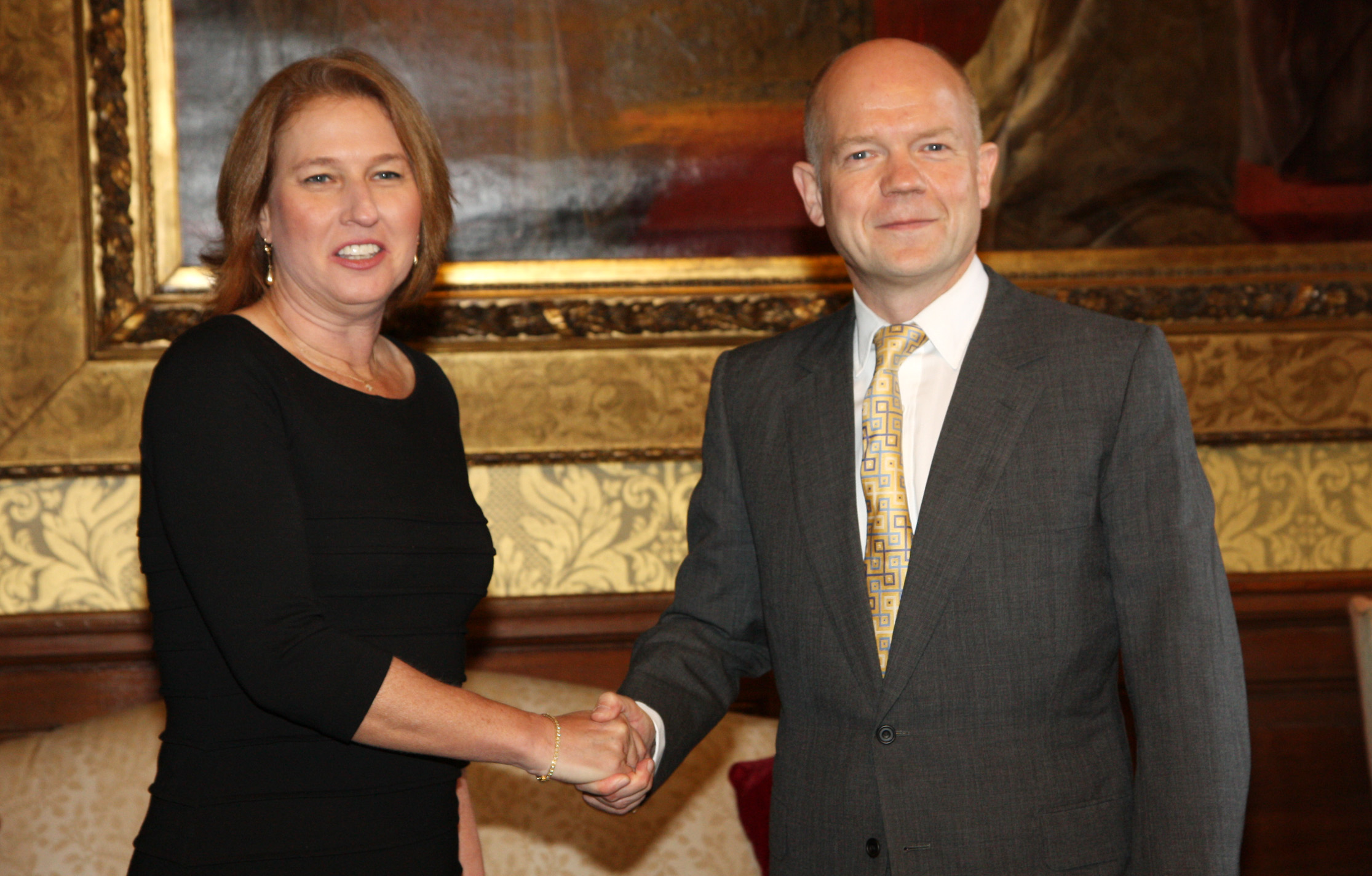
영국의 외무 장관 윌리엄 헤이그와 함께

2009년 12월 가자 전쟁의 팔레스타인 희생자들을 위하여 변호사들의 직무 대행에 의한 신청에 이어 리브니의 체포 영장이 영국의 법원에 의하여 발행된 것으로 이해되었다.  영장은 그해 일찍이 하마스가 운영하는 가자를 상대로 이스라엘의 전쟁에서 리브니의 역할에 전념하였고 그녀의 방문이 취소된 후 철회되었다.  몇년 동안 팔레스타인의 활동가들은 만국 관할 시스템 아래 유럽의 법원들에서 이스라엘의 공무원들을 기소하는 데 크게 비성공적인 시도들을 이루었다.  영장은 12월 12일에 발행되었고 리브니가 영국의 영토에 입국하지 않았다는 것이 드러난 후 12월 14일에 취소되었다.  국제법에 이스라엘 정부 전문가들은 영국, 스페인, 벨기에 혹은 노르웨이에서 그들이 "만국 관활" 법률을 통하여 전쟁 범죄 혐의로 체포될 위험이 있기 때문에 보안 배경이 있는 내각 장관들과 이스라엘 방위군 사관들이 이 나라들을 방문하지 않도록 조언하였다.  영장은 이후에 이스라엘 외무부에 의하여 "냉소적"이라고 비난을 받았다.
영국의 외무 장관 데이비드 밀리밴드는 영국 정부를 대표하여 사건을 정식으로 설명하는 데 리브니와 그의 이스라엘 상대 아비그도르 리베르만에게 연락하였다.  밀리밴드는 상황에 근심을 표현하고 공무원들이 "영국의 슷템이 다시 일어날 이런 상황을 피하는 목적에 바뀔 것에 긴급하게 방법"을 찾고 있다는 것을 말했다.  영국에서 판사들은 밀브랜드가 "비범한" 것으로 묘사했던 검찰과 협의하는 데 아무 요구 사항 없이 1957년 제네바 국제 협약 아래 세계를 주위로 전쟁 범죄자들을 위하여 체포 영장들을 발행할 수 있다.  이스라엘의 노동 친선 협회 부의장에게 아이번 루이스는 영국은 "이일이 다시는 일어나지 않도록 확실히 하는 데 무조건 결심되었다 ... 이스라엘은 영국의 전략 파트너이자 가까운 친구이기 때문에 그것은 이스라엘 국가의 대표들이 중동의 평화 진행에 관하여 이야기하는 데 자유롭게 방문할 수 있는 데 무조건 본질적이다"는 것을 말했다.  J Street는 밀브랜드의 영장 배제와 "미래에서 일어날 이러한 불우한 사건들을 방지할 법에서 변화를 추구하는 데 그의 약속"에 박수 갈채를 보냈다.
고든 브라운 총리는 영장에 자신의 후회를 표현하였고 리브니에게 말하며 그녀가 "언제나 영국에 가장 환영"이었다는 것으로 안심시켰다.  리브니의 직무는 이후에 영국의 국토에 있는 동안 아무 이스라엘의 공무원이 체포될 위험이 없을 것을 확실히 하는 데 입법적 변화들을 추구하기로 브라운이 약속했다는 것을 진술하였다.
이스라엘의 전직 유엔 대사이자 예루살렘 히브리 대학교의 교수 예후다 블룸은 "만국 관활의 이 개념의 남용과 오용은 지속되어야 하지 말아야 한다"고 댓글을 달았다.  블룸은 법률은 국제 해역에서 해적 행위 같은 경우에서 명확한 관활없이 사용될 의도로 만들어졌고 정치적 목적을 위하여 확장되지 말아햐 할 것을 말하고 영국 대사에게 그들이 법률을 바꾸는 데 빠른 활동을 기대한다고 말했다.
리브니는 체포 영장을 "영국 법률 시스템의 남용"으로 불렀다.  이스라엘에서 열린 안보 회의에서 리브니는 직접 체포 영장을 발부했으나 가자 전쟁이 일어난 동안 이스라엘의 지휘를 방어하여 자신이 "처음부터 다시 똑같은 결정들을 만들 것이다"라도 말했다.  "이스라엘 국가가 오른 일을 해야 할때 그것이 해야 한다 - 비난을 받거나 아니면 않거나, 진술 또는 그 없이, 체포 영장 혹은 그 없이 ... 이것은 리더십의 역할이고 내가 보기엔 난 각각의 그리고 모든 결정을 되풀이할 것이다."

### 패배
2011년 11월 리브니에게 3년전 반대했던 3명의 후보들은 가능하면 곧 열릴 예정인 예비 선거를 요구하여 곧 크네세트 선거들의 확률을 인용하였다.  이듬해 1월 19일 리브니는 3월 27일을 위하여 예비 선거 날짜를 세웠다.  리브니는 도전자이자 전 국방 장관 샤울 모파즈에게 넓은 차이 (64.5 퍼센트에 35.5 퍼센트)에 의하여 패하였다.  그해 5월 리브니는 크네세트로부터 사임을 하였다.

## 하트누아
2012년 11월 27일 리브니는 하트누아 (운동)로 불린 새로운 정당의 설립을 공고하였다.  그녀는 카디마로부터 크네세트의 7명의 의원들 - 요엘 하손, 로베르트 티비아에브, 마잘리 와하비, 오리트 주아레츠, 라렐 아다토, 슐로모 몰라와 메이어 셰트리트에 의하여 가입되었다.  전 노동당의 당수들 암람 미츠나와 아미르 페레츠도 또한 당에 입당하였다.
2013년 선거에 이어 리브니는 하트누아를 네타냐후 총리 아래 새롱누 연정에 가입하는 동의를 하는 데 몇몇의 당들 중의 처음으로 지도하여 이스라엘에서 제33정부를 형성하였다.  2014년 12월 2일 리브니는 그녀가 자신의 직위로부터 해고되었을 때까지 법무 장관을 지냈다.

## 노동당과 합병
2014년 12월 크네세트의 해산 후, 이츠하크 헤르초그와 리브니는 총리로서 4번째 기간을 확보하는 것으로부터 네타냐후를 리쿠드의 당수로 유지하는 노력에 다가오는 선거에서 공동 명단에 선거 운동을 벌일 것을 공고하였다.  만약 리브니와 헤르초그가 다음 정부를 형성하는 데 충분한 투표들을 확보한다면 그들은 크네세트에서 회전이라고 알려진 약정으로 총리의 역할에서 교대로 하자고 제안한다.  명단은 시오니즘 센터로 이름이 지어졌다.